# 比许
比许（匈牙利語：Büssü，匈牙利語發音：[ˈbyʃːy]）是匈牙利绍莫吉州所辖的一个村。总面积17.19平方公里，总人口346，人口密度20.1人/平方公里（2011年1月1日）。